# Josef Kokott
Josef Kokott (ur. 17 października 1921 w Koblowie, zm. 16 lutego 1980 w Bytomiu) – funkcjonariusz (Rottwachtmeister) żandarmerii niemieckiej narodowości czeskiej z okresu okupacji niemieckiej ziem polskich, najmłodszy i najbardziej brutalny z żandarmów biorących udział w mordzie na rodzinie Ulmów w Markowej, którego dokonali Niemcy 24 marca 1944. 
Jako jedyny z niemieckich zbrodniarzy z Markowej po zakończeniu II wojny światowej stanął przed wymiarem sprawiedliwości i został skazany, do śmierci pozostając w więzieniu. Decyzją Eilerta Diekena cała rodzina Ulmów została zamordowana za ukrywanie grupy Żydów. W egzekucji udział brało co najmniej dziewięciu funkcjonariuszy żandarmerii i granatowej policji. Z zachowanych dokumentów badanych przez Instytut Pamięci Narodowej wiadomo, iż co najmniej troje lub czworo dzieci Ulmów zamordował osobiście Kokott. W trakcie strzelania do dzieci powiedział do stojących obok właścicieli fur: „Patrzcie, jak giną polskie świnie, które przechowują Żydów”.

## Życiorys
Pochodził z rodziny górniczej, przy czym matka zajmowała się wyłącznie domem. Zdołał ukończyć osiem klas szkoły powszechnej oraz trzy zawodowej, a następnie pracował jako ślusarz-mechanik w jednej z kopalń Ostrawy. W 1938 został powołany do armii czechosłowackiej (powszechna mobilizacja). Skierowano go do transportu koni w Pardubicach. W październiku 1938 został zwolniony do cywila.
W 1939 zmobilizowano go w stopniu szeregowego do Wehrmachtu (piechota), ale oddelegowano do służby w niemieckiej policji pomocniczej w polskim Nisku, gdzie służył około sześciu tygodni, po czym uzyskał skierowanie do Łańcuta. Został tam kierowcą. W styczniu 1941 wcielono go do łańcuckiej żandarmerii. Od kwietnia do lipca 1943 szkolił się w podoficerskiej szkole policyjnej w Zakopanem i otrzymał następnie awans na starszego szeregowego żandarmerii. Po powrocie do Łańcuta odpowiadał za liczne zbrodnie na Żydach i Polakach. W 1942 osobiście zamordował nie mniej niż czterdzieści osób (m.in. Gołdę Goldman, małżonkę Saula Goldmana zabitego potem w Markowej, Barucha Weissmana, Marię Walgenfeld, Józefa i Szaję Fening, Feigę Gerschstein, rodzinę Kreschów, Bolesława Decowskiego, Wojciecha Bieniarza, Anielę Nizioł i Andrzeja Inglota). W 1943 i 1944 był uczestnikiem kilkudziesięciu zbrodni w rejonie Łańcuta, a jego ofiarą padały zarówno osoby narodowości polskiej, jak i Żydzi, m.in. dziesięciu Polaków zgładzonych przy ul. Dominikańskiej, czy Ulmowie z Markowej. Po pochowaniu ciał Ulmów ostrzegł Polaków obecnych na miejscu zbrodni, żeby nie informowali nikogo o liczbie zabitych.
W lipcu 1944 został ewakuowany przez Niemców z Łańcuta i skierowany do jednostki przeciwpancernej Wehrmachtu operującej na przyczółku baranowsko-sandomierskim. 4 maja 1945 został jeńcem sowieckim (schwytano go pod Dreznem). Trafił do obozu jenieckiego w Zabrzu. Pozostawał w nim do 1946, a po zwolnieniu pozostał w Zabrzu i zatrudnił się jako ślusarz w jednej z hut. Pracował tam tylko około pół roku, ponieważ wkrótce przekroczył nielegalnie granicę polsko-czechosłowacką i zamieszkał w Petříkovicach (powiat Trutnov). Podjął zatrudnienie w zawodzie kierowcy, a potem ślusarza, po przeniesieniu się do Mariánskich Hor (Ostrawa). W 1948 po raz drugi zmobilizowano go do armii czechosłowackiej, gdzie służył niedługo, bo po roku przeszedł w stan spoczynku i osiadł z rodziną w Darkovičkach na północ od Hulczyna. Pracował wówczas w warsztatach górniczych.

## Poszukiwania
Okręgowa Komisja Badania Zbrodni Niemieckich w Rzeszowie poszukiwała go od 1946, m.in. został odnotowany Karcie Rejestracyjnej Poszukiwanych Przestępców Wojennych sporządzonej na podstawie zeznań świadków (Antoniego Mańki, Władysława Skręta i Ignacego Wojnara). Nie wiadomo nic o podjętych wówczas działaniach operacyjnych. Na podstawie zgromadzonych donosów i zeznań świadków 26 maja 1955 Powiatowy Urząd Bezpieczeństwa Publicznego w Łańcucie, dzięki pracom podporucznika Józefa Garbacza, wszczął sprawę agenturalno-poszukiwawczą o kryptonimie „Zabrze” dotyczącą Kokotta. 20 czerwca 1956 Wydział VII Wojewódzkiego Urzędu Bezpieczeństwa Publicznego w Rzeszowie wszczął śledztwo, które po tygodniu zostało zawieszone, ponieważ ustalono że poszukiwanego nie ma w Polsce (członkowie wycieczki z Łańcuta mieli go rozpoznać w czeskim barze). Wszczęto wówczas procedurę ekstradycji, która z uwagi na opieszałość organów czechosłowackich zajęła półtora roku. Ostatecznie do przekazania zbrodniarza stronie polskiej doszło 28 grudnia 1957 o godzinie 16:00 w Czeskim Cieszynie. 9 stycznia 1958 Prokuratura Wojewódzka w Rzeszowie wznowiła zawieszone śledztwo. Na łamach dziennika „Nowiny” umieszczono apel do mieszkańców powiatu łańcuckiego o składanie zeznań, co spotkało się z masowym napływem świadków.

## Śledztwo, proces i wyrok
Przesłuchania świadków (łącznie 114 osób) rozpoczęto 14 stycznia 1958, a zamknięto je 29 maja 1958. 5 maja tego roku wiceprokurator Prokuratury Wojewódzkiej w Rzeszowie Andrzej Grzyś uzupełnił zarzuty wobec Kokotta o nowe wątki dotyczące kilkudziesięciu zbrodni z jego udziałem na obszarze ziemi łańcuckiej w latach 1941-1944. Sprawca do większości zarzucanych czynów się nie przyznawał, obwiniając m.in. innych żandarmów, w tym Ericha Wildego i Michaela Dziewulskiego. Akt oskarżenia sporządzono 3 czerwca 1958 i zawierał on 48 zarzutów udziału bądź współudziału w zbrodniach, tak na Żydach, jak i na Polakach na terenie Łańcuta i okolic. W zbrodniach tych śmierć poniosło około 150 osób. Rozprawa główna odbyła się w dniach 14-26 lipca 1958 w Sądzie Wojewódzkim w Rzeszowie. Również tutaj Kokott początkowo nie przyznawał się do większości zarzutów. Powoływał się na konieczność realizacji rozkazów przełożonych i stres bojowy. Zarzucał świadkom omyłki. Po trzech dniach uznał część zarzutów. Gubił się w zeznaniach odnośnie mordu na rodzinie Ulmów. Twierdził, że niewiele pamięta, wskazywał też na chorobę nerwową. W ostatnim przemówieniu kładł nacisk na swój brak doświadczenia życiowego, młody wiek i presję przełożonych. Płacząc prosił o sprawiedliwy wyrok. Ogłoszono go 30 sierpnia 1958 o godzinie 11:00, skazując zbrodniarza na karę śmierci oraz utratę praw publicznych i honorowych na zawsze, jak również przepadek mienia. Sąd wskazał na ogromne szkody wyrządzone społeczeństwu polskiemu i wyjątkowy sadyzm w trakcie mordowania niewinnych ludzi.
Skazany złożył podanie do Ministerstwa Sprawiedliwości o przyjęcie rewizji nadzwyczajnej powołując się na posiadanie rodziny, w tym dzieci. Wnioskował o przekazanie sprawy sądowi czechosłowackiemu. 7 maja 1959 Rada Państwa skorzystała z prawa łaski i zamieniła karę śmierci na dożywotnie więzienie, a 11 lutego 1970 karę tę zmieniono ponownie – na 25 lat pozbawienia wolności. Kokott odbywał wyrok w Centralnym Więzieniu w Rzeszowie, w Strzelcach Opolskich, a następnie w Zakładzie Karnym w Cieszynie oraz Bytomiu. Cieszył się dobrą opinią przełożonych jako osoba zdyscyplinowana. Nagradzano go nawet za dobre zachowanie. Wnioski o przedterminowe zwolnienie były mimo to odrzucane. Zmarł 16 lutego 1980 o godzinie 22:00 na Oddziale Chirurgicznym Szpitala Aresztu Śledczego w Bytomiu na nowotwór płuc (miał jeszcze trzy lata wyroku do dnia zwolnienia 24 czerwca 1983).

## Rodzina
Miał żonę Gertrudę Cichoniową. Małżeństwo miało dwójkę dzieci (syna Pavla i córkę Hertę).